# Siechenhaus (Feldkirch)

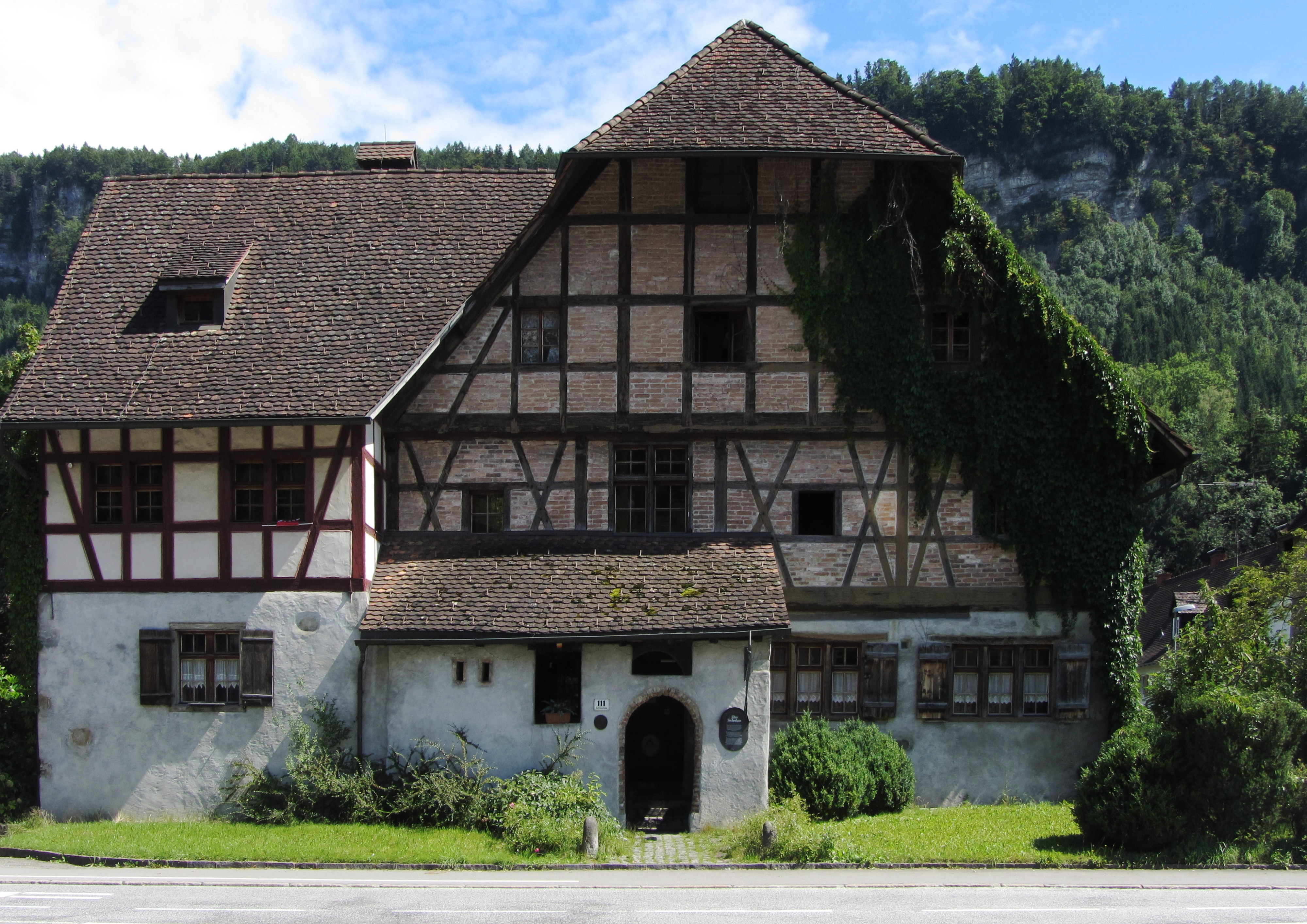
Siechenhaus Feldkirch

Als ehemaliges Siechenhaus mit Nebengebäude bezeichnet man zwei denkmalgeschützte Häuser in Feldkirch, in welchen sich heute eine Jugendherberge befindet.

## Ort
Die Gebäude befinden sich im Ortsteil Levis der österreichischen Gemeinde Feldkirch in der Reichsstraße. Es gehört zur Katastralgemeinde Altenstadt. Neben dem Siechenhaus befindet sich die ebenfalls denkmalgeschützte katholische Kirche zur heiligen Magdalena.

## Geschichte
Das Siechenhaus wurde erstmals im 14. Jahrhundert als Leprosenhaus weit außerhalb der damaligen Stadt Feldkirch erbaut.
Aus demselben Jahrhundert stammt auch die neben dem Siechenhaus liegende Magdalenenkirche.
Da überliefert ist, dass die Magdalenenkirche 1557 bei einem Brand schwere Schäden erlitt, wird vermutet, dass das Siechenhaus dabei auch beschädigt oder zerstört wurde und im späten 16. oder frühen 17. Jahrhundert neu gebaut wurde. Auf diese Zeit werden die ältesten Teile des heutigen Gebäudes datiert.
Das Gebäude wurde vermutlich im 17. Jahrhundert durch eine Verlängerung nach Osten und einen Anbau an der Nordseite erweitert.
Nachdem am 6. August 1697 bei einem großen Brand das Gymnasialgebäude Feldkirchs abgebrannt war, wurde das Siechenhaus kurzzeitig als Notquartier für den Schulunterricht verwendet.
Zum Siechenhaus gehörte ursprünglich auch ein Siechengut aus Wiesen und Ackerflächen in Nähe des Hauses, welches 1847 von Feldkircher Fabrikant Carl Ganahl aufgekauft wurde.
Im 20. Jahrhundert diente das Siechenhaus als Unterkunft verarmter Familien Feldkirchs.
Seit dem 13. April 1985 befindet sich in dem Siechenhaus eine Jugendherberge, in dem Nebengebäude befindet sich heute ein Unterstand für die davor gelegene Bushaltestelle sowie der Eingang für eine Unterführung auf die andere Seite der Reichsstraße.